# عزت المشد
عزت المشد ممثل ومؤلف مصري من مواليد 3 فبراير عام 1934، بدأ مشواره الفني في الستينيات وعمل بالسينما والإذاعة والتليفزيون، كانت بدايته من خلال المشاركة بفيلم «أقتلني من فضلك» للمخرج حسن الصيفي عام 1965، ثم فيلم «اجازة بالعافية» للمخرج نجدي حافظ  في العام التالي، من أبرز أعماله في التلفزيون مسلسل «ليالي الحلمية» للمخرج إسماعيل عبد الحافظ، ومسلسل «أوان الورد» للمخرج سمير سيف عام 2000، بينما كانت أبرز أعماله في السينما «أيام السادات» للمخرج محمد خان عام 2001، و«الهروب إلى القمة» للمخرج عادل الأعصر عام 1996.
خاض عزت المشد تجربة التأليف في عدة سهرات تلفزيونية منها «ابنتي والأيام» للمخرج إسماعيل جمال،
توفي عزت المشد في 25 إبريل عام 2002 عن عمر يناهز 68 سنة.
كانت حصيلة مشواره الفني على مدار 37 عاماً 227 عملاً.

## وصلات خارجية
- عزت المشد على موقع الدهليز
- عزت المشد على موقع قاعدة بيانات الأفلام العربية
- عزت المشد على الدهليز
- عزت المشد نسخة محفوظة 11 أكتوبر 2021 على موقع واي باك مشين. على كاروهات